# Pietro Ruffo
Pietro Ruffo (né à Naples, Italie, et mort vers 1120) est un cardinal italien  du XIIe siècle.

## Biographie
Le pape Gélase II   le crée cardinal lors d'un consistoire de  10 mars 1118. Il ne participe pas à l'élection du pape Calixte II en 1119. Le cardinal Ruffo participe au concile de Capoue, lors duquel l'antipape Grégoire VIII et l'empereur Henri V sont excommuniqués.

## Sources
- Fiche du cardinal  sur le site fiu.edu